# Pygeum clementis
Pygeum clementis är en rosväxtart som beskrevs av Elmer Drew Merrill. Pygeum clementis ingår i släktet Pygeum och familjen rosväxter. Inga underarter finns listade i Catalogue of Life.